# Seoán mac Conchohbair Ó Domhnaill
Seoán ou Seaán mac Conchohbair Ó Domhnaill (mort en 1380) est le 11e O'Donnell ou Ua Domhnaill du  clan, et roi de  Tyrconnell en Irlande en opposition de  1352 à 1356, seul de 1356 à 1359  puis de 1362 à sa mort.

## Origine
Seoán ou Seaán mac Conchohbair Ó Domhnaill est le fils cadet de  Conchobar mac Aodha Ó Domhnaill.

## Règne
Après la mort d'Aonhgus mac Conchobhair Ó Domhnaill, roi de Tir Conaill, Feidhlimidh mac Aodha Ó'Domhaill, son oncle s'empare de la royauté, mais Seoán mac Conchobhair, le frère du défunt, entre en compétition avec lui pour la seigneurie. Donnchad le fils de Feidhlimidh, est tué par Donn mac Murrough dans la forteresse de 
Áodh Ruadh mac Flaithbheartaigh Mág Uidhir (anglais: Aed Ruad Maguire) roi de Fermanagh (Fir Manach ),  alors qu'il tente d'enlever de force  Gormlaith, fille de son hôtes  L'année suivante Feidhlimidh mac Aodha,roi de Tir-Conaill, est tué par son neveu, Seaán mac Conchobhair, qui lui contestait le royaume ensuite  Seaán Ó Domhaill, assume la seigneurie sans opposition 
Cathal Óg mac Cathail Ó Conchobhair Sligigh remporte une victoire à sur Seaán Ó'Domhaill, et le Cenel Conaill. John O'Doherty, Chef d'Ardmire, Aed Connaghtagh, et Turlough Mac Sweeny, sont faits prisonniers par les  O'Connor Sligo et beaucoup tombe autour d'eux dans le combat Le vainqueur s'attribue le royaume de Tir Connail jusqu'en 1362; Cette année là il meurt de la peste à Sligo et  Seaán Ó Domhnaill est rétabli. En 1380 Seaán Ó Domhnaill roi de Tir-Conaill et son fils Maolseachlainn Dubh (le Noir) sont tués au monastère d'Assaroe près de Ballyshannon dans leur camp lors d'une attaque nocturne par Toirdhealbhach an Fhíona mac Néill Ó Domhnaill, le fils de Niall mac Aodha Ó Domnaill

## Postérité
Seaán mac Conchohbair à un fils :
- Maolseachlainn Dubh (le Noir) tué en même temps que son père